# Cael Sanderson
Cael Sanderson (n. 20 iunie 1979, Salt Lake City, Utah, SUA) este un luptător ce a reprezentat Statele Unite ale Americii, medaliat olimpic. A participat la o ediție a Jocurilor Olimpice (2004) în care a câștigat o medalie de aur.

## Participări
Lista de mai jos prezintă principalele competiții la care a participat Cael Sanderson de-a lungul carierei.
- wrestling at the 2004 Summer Olympics – men's freestyle 84 kg[*]